# آندریاس کرنزلین
آندریاس کرنزلین (انگلیسی: Andreas Kränzlin; unknown – unknown) بازیکن فوتبال بود.
از باشگاه‌هایی که در آن بازی کرده‌است می‌توان به باشگاه فوتبال بازل اشاره کرد.